# Jabal Sam'an (nahija)
Nahija Jabal Sam'an (ar. ناحية جبل سمعان) je nahija u okrugu Jabal Sam'an, u sirijskoj pokrajini Alep. Površina nahije je 663,95 km2. Po popisu iz 2004. (prije rata), nahija je imala 2.181.061 stanovnika. Administrativno sjedište je u gradu Alepu.